# Venezuelas Centraluniversitet
Venezuelas Centraluniversitet (spanska: Universidad Central de Venezuela) är ett allmänt universitet i Caracas i Venezuela. Universitetet grundades 1721 och är det äldsta i Venezuela och även ett av de äldsta i Latinamerika. Det mesta av universitetets verksamhet bedrivs i stadsdelen Universitetsstaden.